# Tadeusz Ordyłowski
Tadeusz Ordyłowski (ur. 1 grudnia 1893 w Grodnie, zm. między 20 a 22 kwietnia 1940 w Katyniu) – porucznik administracji (taborów) Wojska Polskiego, ofiara zbrodni katyńskiej.

## Życiorys
Był synem Józefa Samuela Antoniego i Heleny z Apoznańskich. Absolwent gimnazjum w Grodnie (1913). Uczestnik I wojny światowej. Porucznik w armii rosyjskiej od 1 września 1916. 15 stycznia 1919 został przyjęty do Wojska Polskiego w stopniu porucznika w grupie oficerów z byłych Korpusów Polskich i wojska rosyjskiego i przydzielony został do rezerwy oficerskiej. 21 stycznia 1919 został przeniesiony z rezerwy oficerskiej do 12 pułku ułanów. W styczniu 1920 został przeniesiony z 12 pułku ułanów do 3 pułku ułanów. Za walki w szeregach 3 puł otrzymał Krzyż Walecznych. W 1921 został zatwierdzony jako przedstawiciel MSWojsk. przy PKN w powiecie dziśnieńskim. 21 grudnia 1920 został zatwierdzony w stopniu porucznika kawalerii z dniem 1 kwietnia 1920. W 1923 był w stopniu porucznika rezerwy ze starszeństwem z dniem 1 czerwca 1919 i 103 lokatą oficerem rezerwy 1 pułku strzelców konnych. W 1924 jako oficer rezerwy zatrzymany w służbie czynnej został przydzielony do 10 pułku strzelców konnych. Ukończył kursy w Centrum Wyszkolenia Kawalerii w Grudziądzu (1927) oraz łączności w Zegrzu. W 1932 służył w 3 pułku ułanów. W 1933 został przeniesiony z korpusu oficerów kawalerii do korpusu oficerów taborowych i wcielony do kadry 9 dyonu taborów. W marcu 1939 pełnił funkcję zastępcy oficera mobilizacyjnego w kadrze 4 batalionu telegraficznego.
W czasie kampanii wrześniowej wzięty do niewoli przez sowietów. Według stanu z grudnia 1939 był jeńcem kozielskiego obozu. Z Kozielska rodzina otrzymała dwie karty pocztowe. Między 19 a 21 kwietnia 1940 przekazany do dyspozycji naczelnika smoleńskiego obwodu NKWD – lista wywózkowa 036/3 poz 43, nr akt 2127 z 16.04.1940. Został zamordowany między 20 a 22 kwietnia 1940 przez NKWD w lesie katyńskim. Zidentyfikowany podczas ekshumacji prowadzonej przez Niemców w 1943 wpis w księdze czynności pod datą 26.05.1943. Figuruje liście AM-254-3358 i Komisji Technicznej PCK GARF-122-03358. Przy szczątkach Ordyłowskiego w mundurze oficerskim znaleziono: legitymację oficerską MSWojsk, zegarek, medalionik z Odsieczą Wiedeńską, zaświadczenie szczepień obozowych z Kozielska. Znajduje się na liście ofiar opublikowanej w Gońcu Krakowskim nr 170, Nowym Kurierze Warszawskim nr 165 oraz w Nowym Czasie z 1943.   
5 października 2007 minister obrony narodowej Aleksander Szczygło mianował go pośmiertnie na stopień kapitana. Awans został ogłoszony 9 listopada 2007, w Warszawie, w trakcie uroczystości „Katyń Pamiętamy – Uczcijmy Pamięć Bohaterów”.
Nie założył rodziny.

## Ordery i Odznaczenia
- Krzyż Walecznych[10]
- Srebrny Krzyż Zasługi[23]
- Medal Pamiątkowy za Wojnę 1918–1921[24]
- Medal Dziesięciolecia Odzyskanej Niepodległości[24]
- Krzyż Kampanii Wrześniowej – pośmiertnie 1 stycznia 1986[25]
- Odznaka pamiątkowa 3 Pułku Ułanów Śląskich